# Cirque Peak (Kalifornien)
Der Cirque Peak ist ein 3930 m hoher Berg im Bundesstaat Kalifornien in den Vereinigten Staaten. Er liegt auf der Grenze zwischen dem Inyo und Tulare County und befindet sich zwischen der Golden Trout Wilderness und John Muir Wilderness im Inyo National Forest.

## Geographie
Der Berg gehört zu der südlichen Sierra Nevada und liegt dort in einer der östlichen Bergketten vor dem Owens Valley. In diesem Tal östlich vom Berggipfel befindet sich der Owens Lake, der zum größten Teil ausgetrocknet ist und etwa 21 km nordöstlich die Stadt Lone Pine. Gipfel in der Umgebung sind auf demselben Grat der Mount Langley im Norden und der Trailmaster Peak im Süden. Direkt östlich liegen unterhalb des Gipfels einige kleinere Seen und dahinter der Owens Point und Wonoga Peak. Südöstlich befindet sich der Trail Peak, südwestlich der Johnson Peak und nordwestlich der Joe Devel Peak. An der Südwestseite verläuft der Pacific Crest Trail, ein über 4200 km langer Fernwanderweg. Der Mount Whitney, der höchste Berg der Vereinigten Staaten außerhalb Alaskas, liegt zirka 12 km nordnordwestlich. Die Dominanz beträgt 4,16 km, der Berg ist also die höchste Erhebung im Umkreis von 4,16 km. Er wird überragt von dem nördlich liegenden Mount Langley.

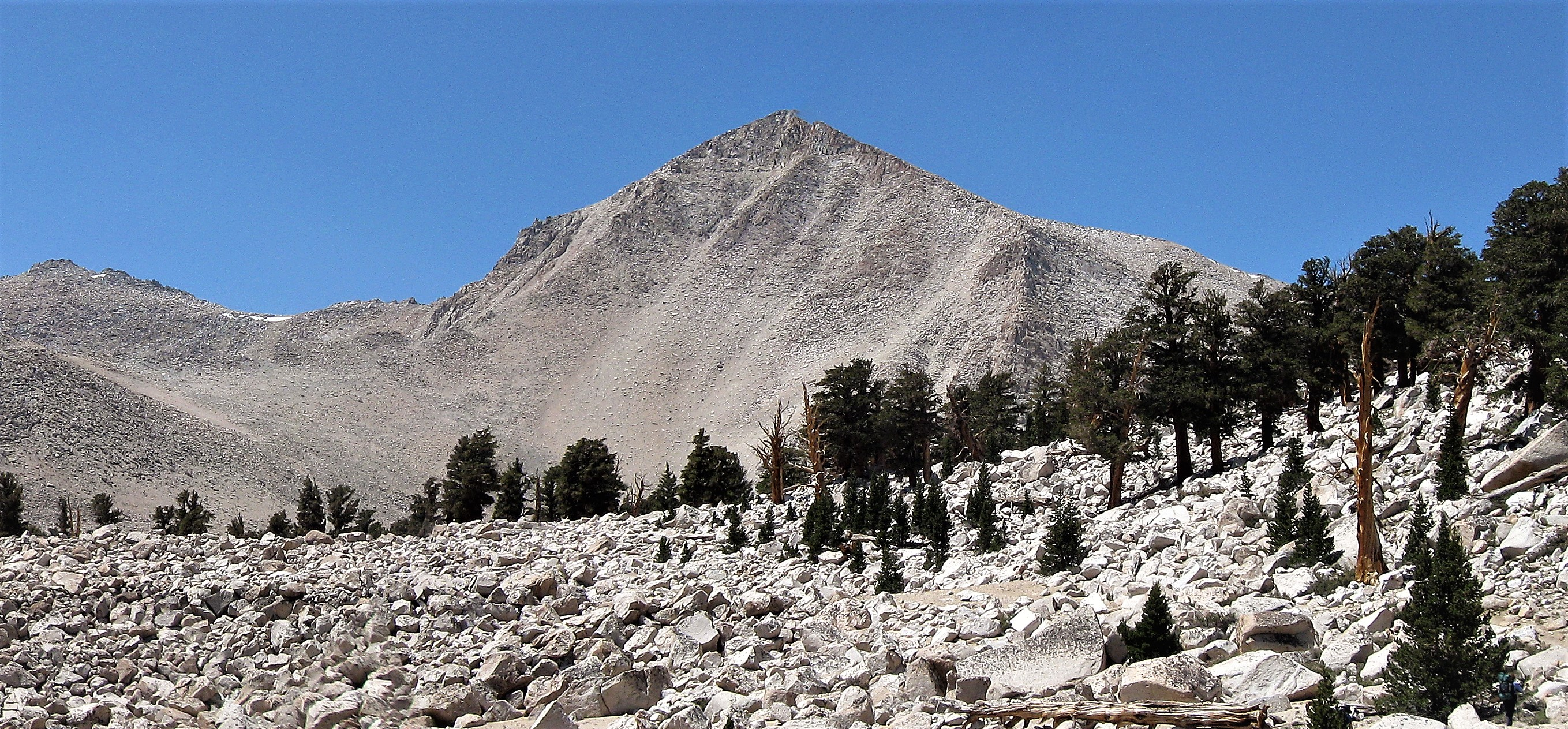
Gipfel
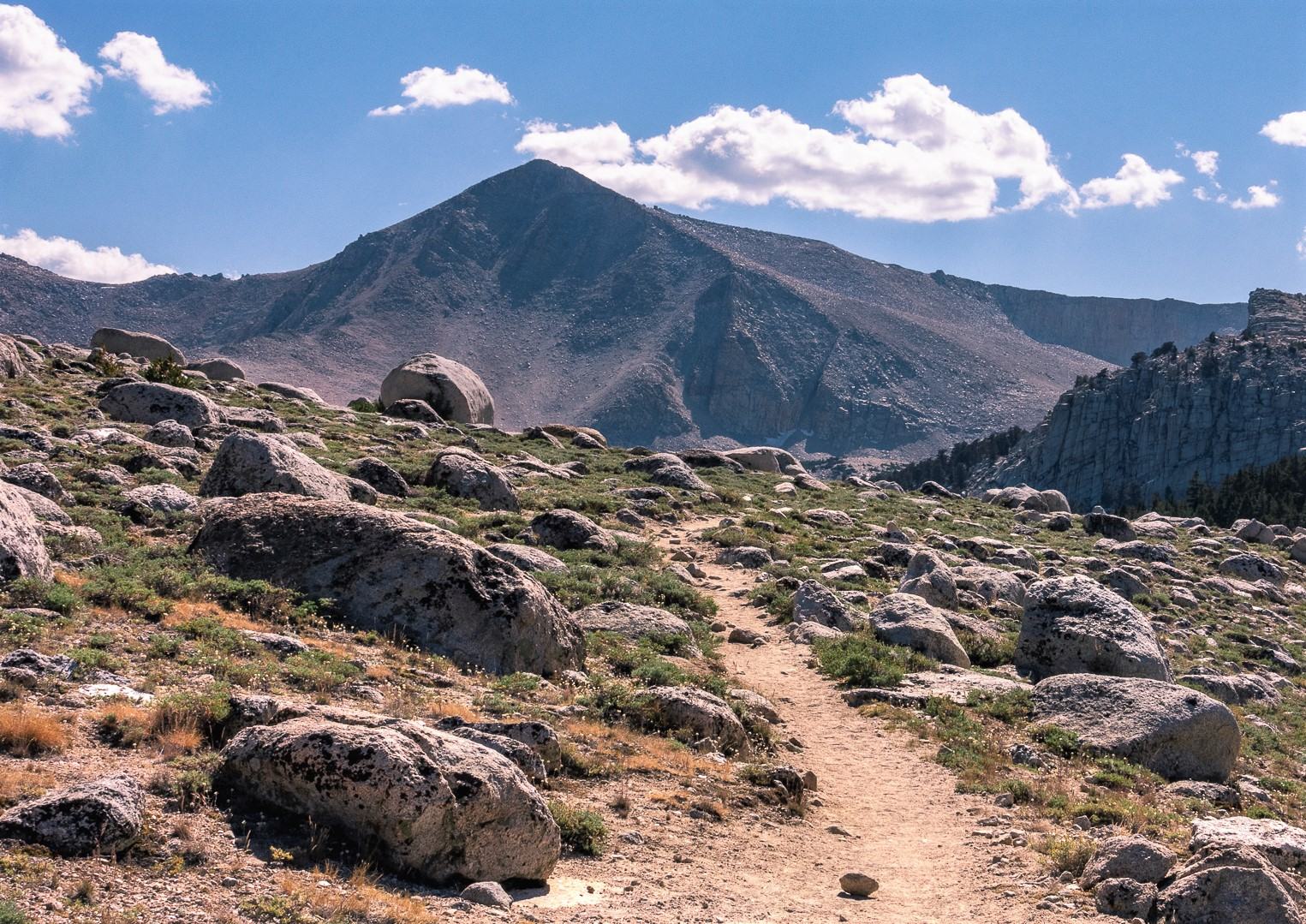
Cottonwood Lakes Trail
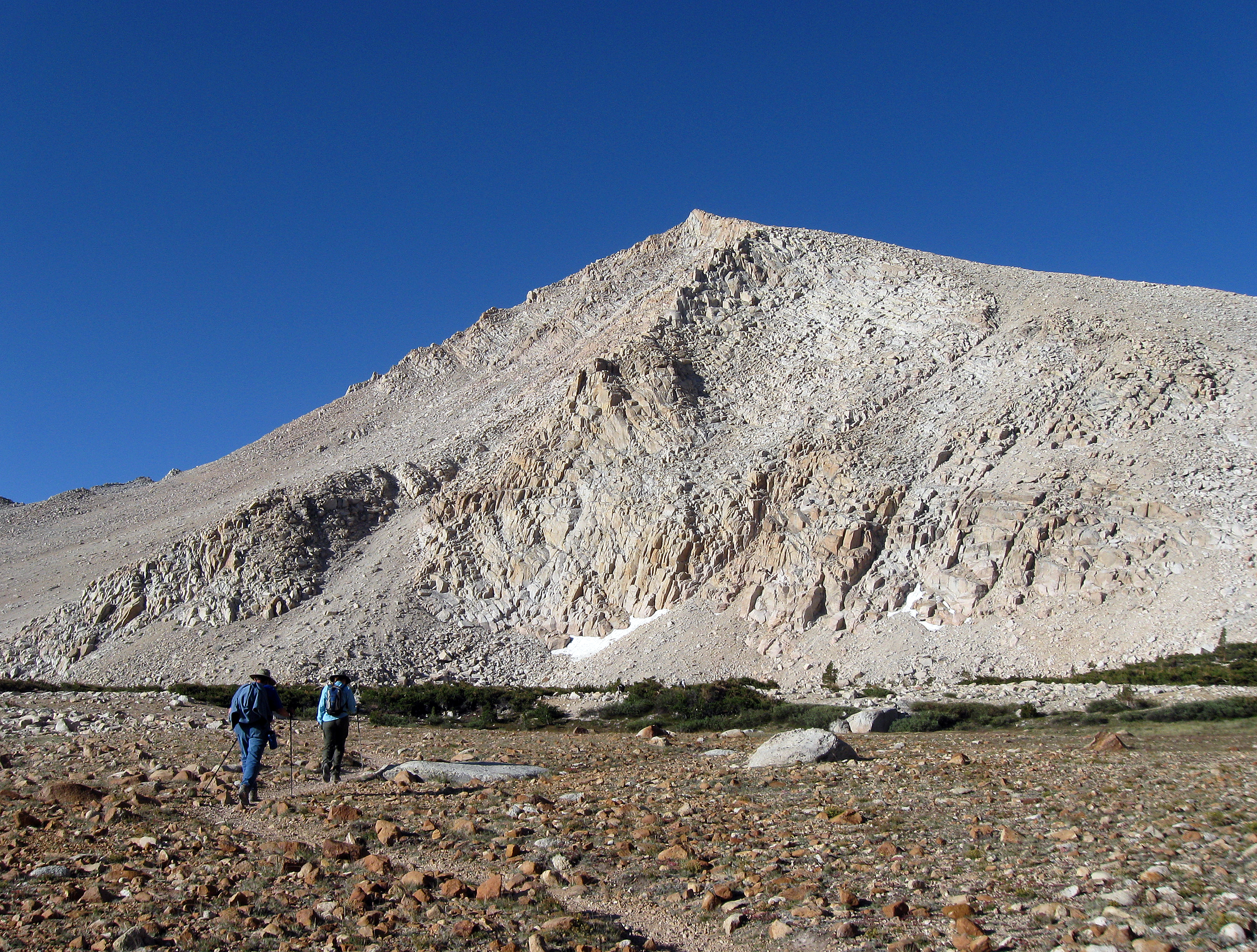
Wanderer auf dem Weg zum Gipfel
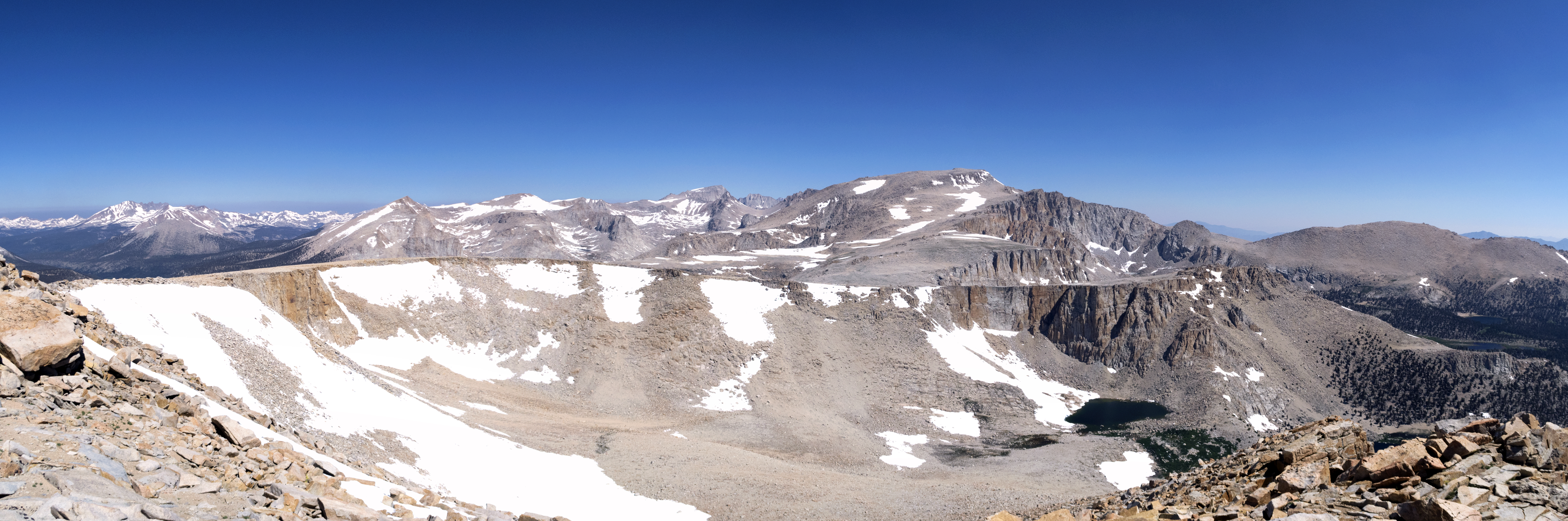
Ausblick auf Mount Langley und Mount Whitney vom Gipfel